# محوطه دیه لونه ۲
محوطه دیه لونهٔ ۲ مربوط به سده‌های اولیه دوران‌های تاریخی پس از اسلام است و در شهرستان ماسال، بخش مرکزی، دهستان ماسال، روستای فصلی دیه لونه واقع شده و این اثر در تاریخ ۲۶ دی ۱۳۸۶ با شمارهٔ ثبت ۲۰۶۱۳ به‌عنوان یکی از آثار ملی ایران به ثبت رسیده است.